# Хаяо Миядзаки
Хаяо Миязаки (на японски: 宮崎 駿) е японски автор на комикси, режисьор и аниматор.

## Биография и творчество

### Ранни години
Миязаки е роден на 5 януари 1941 г. в Токио, втори от общо четиримата сина на Катцуи Миязаки. Баща му е директор на Miyazaki Airplane, която правела радари за бойните самолети Мицубиши А6М през Втората световна война. През войната той е едва тригодишен, но си спомня, че неговото семейство живеело без лишения, благодарение на баща му и чичо му, които играели важна роля във военната промишленост в страната, но помни още и бомбардировките над града, в който живеели. На една публична лекция през 1988 г. той разказва за една евакуация от опожарения град и как му направило впечатление, когато достигнали сигурно място, необичайният цвят на нощното небе осветен от пламъците на горящите сгради.
След края на войната Миязаки започва училище. През това време майка му заболява от спинална туберкулоза е прикована към легло от 1947 г. до 1955 г. Миязаки мечтае да стане манга автор още от ранна детска възраст. Той чете илюстровани детски разкази и се възхищава на креативните им автори. В течение на времето интересът му към анимацията нараства. Особено голямо впечатление му прави филмът The Tale of the White Serpent и особено образът на главната героиня. Тогава той осъзнал (според разкази на негови близки) колко неправилно е да правиш филми, според чуждите критерии и решава да следва собственото си чувство дори това да изглежда грешно за останалите. За да стане аниматор със собствен, уникален стил Миязаки трябвало да се научи да рисува човешки фигури. След завършване на основното си образование той се насочва към университетът Гакасшуин и става член на литературния клуб. През 1963 г. завършва с диплома по политология и икономика.

### Кариера като аниматор
След 1963 г. започва работа в няколко компании като през този период придобива изключително ценен опит от изтъкнати японски сценаристи и режисьори. През 1979 му се предоставя възможност да режисира първият си пълнометражен анимационен филм „Люпен III, замъкът на Калиостро“ (1979). В процеса на работа Миязаки заминава за Америка и посещава анимационното студио Дисни, където представят трейлър на филма, който повлиява особени силно на режисьора Джон Лестър (след това основател на Pixar), който ще се певърне в един от големите почитатели на Миязаки и ще популяризира неговото творчество в САЩ.
Следващият филм на режисьора „Наусика от Долината на вятъра“ 1984 г. включва някои от повтарящите се теми характерни и за следващите му филми: екология, влиянието на човека върху природата, интерес към самолетното инженерство и полетите, пацифизъм, включващ антивоенни нюанси, феминизъм, морално двусмислени герои, особено злодеите и любов. Това е първият филм, в който Миязаки е сценарист и режисьор едновременно.
През април 1985 г. Миязаки, Такахата и Токума основават продуцентска анимационна компания Студио Гибли (Studio Ghibli). Неговият първи филм с Гибли Лапута замъкът в небето (1986) представя историята на двама сираци, търсещи магически замък, скрит в облаците.
През 1995 г. започва работата върху филма Принцеса Мононоке. Историята е относно борбата между духовете на природата живеещи в гората и хората, които я експлоатират за задоволяването на икономическите си потребности. Мононоке засяга екологични и политически проблеми и доразвива темите засегнати в Наусика от долината на вятъра, като критиците отбелязват, че идеите на автора претърпяват промяна „от утопичния поглед на „Наусика от Долината на вятъра“ към зрелия хуманизъм на Принцеса Мононоке". Филмът е пуснат на големия екран през 1997 г. и е посрещнат одобрително от зрителите и критиката. Нещо повече Мононоке отбелязва повратна точка в кариерата на Миязаки като чупи Японския Бох офис рекорд и успява да пробие на международна сцена (с дистрибуцията на Дисни). След този филм Миязаки се оттегля в нещо като полу-пенсиониране, ката отдиля повече време на семейството и приятелите си.
Един от тези приятели вдъхновява режисьора да създаде следващия си филм, който също ще има огромен успех. Отнесена от духовете 2001 г. е определен от критиката за един от най, стойностните филми за десетилетието като приходите от него надхвърлят $300 милиона.
Започва кариерата си като аниматор през 1961 година. В края на 70-те години започва да режисира собствени филми и през следващите години се утвърждава като един от водещите японски автори на анимационни филми. Международна известност му донася филмът „Принцеса Мононоке“ (もののけ姫, 1997). Филмът става първата анимационна продукция, която печели Наградата на Японската академия за филм на годината. Филмът „Отнесена от духовете“ (千と千尋の神隠し, 2001) също печели приза на Японската академия за филмово изкуство и оглавява японския боксофис, превръщайки се в най-касовия филм в историята на японското кино дотогава.
Сред повтарящите се теми във филмите на Миязаки е грижата за природата. Изразявайки феминизма на режисьора, главните му герои обикновено са силни независими млади жени, а отрицателните герои са двусмислени характери със скрити добри качества.
Успехът на Миязаки в японското анимационно кино е толкова голям, че той е сравняван с американеца Уолт Дисни. През 2006 г. списание „Тайм“ го обявява за един от най-влиятелните азиатци за последните 60 години.
Анимационните филми, режисирани от Миязаки, които са спечелили Голямата награда за аниме, са Наусика: От долината на вятъра (1984), Лапута: Замъкът в небето (1986), Моят съсед Тоторо (1988) и Доставките на Кики (1989).
Филмите на Миязаки често съдържат повтарящи се теми, като отношението на човека към природата и технологиите и възможността да се придържаш към пацифистката етика. Протагонисти във филмите му често са силни и независими момичета или млади жени. Докато в по ранните му произведения „Люпен III, замъкът на Калиостро“ и Castle in the Sky са намесени традиционен тип злодеи, зрелите му филми представят морално двусмислени антагонисти с компенсиращи положителни качества (Nausicaä and Princess Mononoke). Последния филм на Миязаки – The Wind Rises (2013) му донася трета поред номинация за Оскар и наградата Златен глобус. В края на 2013 г. режисьорът обявява че това ще бъде последният му пълнометражен филм. През 2014 г. той е награден с почетната награда на академията като се превръща във втория японец носител на тази награда след Акира Куросава през 1990 г.

## Работите

#### Сценарист, режисьор, продуцент
- „Доставките на Кики“ (1989)
- „Подвижният замък на Хоул“ (2004)
- „Поньо от скалата край морето“ (2008)

#### Сценарист, режисьор
- „Люпен III, замъкът на Калиостро“ (1979)
- „Наусика: От долината на вятъра“ (1984)
- „Лапута: Замъкът в небето“ (1986)
- „Моят съсед Тоторо“ (1988)
- „Порко Росо“ (1992)
- „Принцеса Мононоке“ (1997)
- „Отнесена от духовете“ (2001)
- „Вятърът се надига“ (2013)
- „Момчето и чаплата“ (2023)

#### Сценарист, продуцент
- „Пом Поко“ (1994)
- „Шепотът на сърцето“ (1995)
- „Тайният свят на Ариети“ (2010)

#### Сценарист
- „Приказки от Землемория“ (2006)
- „На хълма с маковете“ (2011)

#### Продуцент
- „Едва вчера“ (1991)
- „Завръщането на котката“ (2002)